# Otto van Northeim
Otto van Northeim (ca. 1030 - 11 januari 1083) was een van de belangrijkste tegenstanders van keizer Hendrik IV. 
Otto erfde het graafschap Northeim. Tijdens het bestuur van regentes Agnes van Poitou kreeg Otto een belangrijke positie in Duitsland. Agnes probeerde haar macht te behouden door de hoogste adel zo veel mogelijk macht te ontzeggen. Ze bestuurde met hulp van de geestelijkheid, ministerialen en de lager adel. Door dat beleid werd Otto in 1061 (als Otto II) tot hertog van Beieren benoemd.
Een jaar later al kreeg Otto te maken met de hovelingen die ontevreden waren over het beleid van Agnes. Hij sloot zich aan bij deze fractie, waar onder anderen Egbert I van Meißen en de aartsbisschoppen Anno II van Keulen, Adalbert van Bremen en Siegfried I van Mainz toe behoorden. Na een feestmaal in de palts van Kaiserswerth nodigde Anno de jonge Hendrik IV uit om zijn schip te bezichtigen. Toen de jongen en de samenzweerders aan boord waren, voer het schip onverhoeds weg. Hendrik sprong in paniek overboord en zou zijn verdronken als Egbert hem niet was nagesprongen en hem had gered. De samenzweerders eisten dat Agnes de regeringsmacht aan hen zou overdragen, en zij gaf toe.
Als hertog ondernam hij in 1062 een veldtocht naar Hongarije om de daar verdreven koning Salomo weer op de troon te zetten. Ook voerde Otto verschillende politieke missies uit in Italië, en nam in 1069 deel aan een veldtocht tegen de Slaven. Tegen deze tijd hadden Otto en Hendrik een slechte verhouding gekregen door de situatie in Saksen: Hendrik probeerde de grote koninklijke bezittingen rond de Harz (uit de tijd van de Saksische koningen) zeker te stellen en te vergroten, terwijl Otto als graaf van Northeim dat als een bedreiging zag. In 1070 beschuldigde een ridder uit Saksen, Egeno van Konradsburg, Otto ervan dat hij hem opdracht had gegeven om de koning te vermoorden. Ook toen al was het duidelijk dat deze beschuldiging bedoeld was om Otto uit zijn machtige positie te kunnen zetten en zijn bezittingen te confisqueren. Dit plan was uitgewerkt door de Hessische graven Giso II en Adalbert van Schauenburg, die Egeno hadden betaald om Otto te beschuldigen. De koning beval Otto om naar het hof in Goslar te komen, om in een tweegevecht met Egeno door een godsoordeel zijn onschuld te bewijzen. Otto vermoedde een valstrik en kwam in opstand, gesteund door Magnus van Saksen. Op pinksterdag 1071 moesten zij zich echter aan de keizer onderwerpen. Hun functies, leengoederen en eigen bezittingen werden hen afgenomen en ze werden gevangengezet. Otto werd in 1072 weer vrijgelaten en kreeg zijn eigen bezittingen weer terug. Omdat Magnus niet van zijn hertogstitel af wilde zien bleef hij gevangen. Otto's schoonzoon Welf IV verstootte zijn vrouw en werd tijdens het kerstfeest van 1070 te Goslar beleend met het hertogdom Beieren, zonder dat Hendrik IV hierover met de Beierse adel had overlegd. Giso en Adalbert werden door volgelingen van Otto vermoord. Egeno van Konradsburg werd beschuldigd van roof, hem werden de ogen uitgestoken
In 1073 deden de groten van Saksen, onder leiding van Otto, hun beklag bij koning Hendrik IV in Goslar (in Saksen). De koning wilde niet naar hun klachten luisteren, en toen de Saksen met een leger terugkwamen vluchtte hij naar de Harzburg. Toen de Saksen dit kasteel belegerden, moest Hendrik weer vluchten. Magnus van Saksen, die in de Harzburg was opgesloten, werd daarna bevrijd. Het lukte Hendrik niet om een leger op de been te brengen en zo was hij tot een compromis gedwongen (vrede van Gerstungen, 1074). Hendrik beloofde met name om een aantal kastelen te ontmantelen, waaronder de Harzburg. Otto kreeg zijn belangrijkste titels terug (ook die van hertog van Beieren, maar zou die functie niet meer daadwerkelijk uitoefenen), en ook Magnus zal in zijn rechten zijn hersteld. Welf stelde zich in de ontbrandende investituurstrijd duidelijk aan de kant van de paus op. 
Ook Otto koos in 1074 de kant van de paus. In 1075 wist Hendrik echter een Saksisch leger te verslaan bij het klooster Homburg aan de Unstruth (ten westen van Erfurt). De Saksische edelen moesten voor het hele leger, barrevoets om genade smeken. Hendrik spaarde hun leven maar nam veel van hun leengoederen af. Otto werd licht gestraft, hij verloor de hertogstitel van Beieren maar werd wel stadhouder van Saksen. Desondanks stelde Otto zich kandidaat als koning toen Hendrik door de paus in de ban was gedaan. Ook nadat de banvloek ongedaan was gemaakt hielden de vorsten hun verzet tegen Hendrik vol, maar ze kozen op 15 maart 1077 Rudolf van Rheinfelden, de hertog van Zwaben tot koning. Otto aanvaardde zijn verlies en werd Rudolfs belangrijkste veldheer. Otto vocht voor Rudolf in de slag bij Mellrichstadt, de slag bij Flarchheim (27 januari 1080, met onbesliste uitkomst hoewel Hendrik daar de Heilige Lans (Wenen) op Rudolf buitmaakte, en in de Slag bij Hohenmölsen.
In 1081 viel Otto van zijn paard en brak een been. Twee jaar later overleed hij aan de gevolgen van die verwondingen. Kort voor zijn dood zou hij nog een klooster hebben gesticht dat was gewijd aan Blasius van Sebaste. Otto werd begraven in de Nicolaaskapel te Northeim (stad).
Otto was de enige zoon van Bernhard van Northeim (ca. 980 - na 1024) en gravin Eilika, mogelijk een dochter van Siegfried van Walbeck. Bernhard was een van de Saksische edelen die op 30 april 1002 de troonpretendent Ekhard I van Meißen doodde. Bernhard was zoon van Siegfried van Northeim (ca. 940 - 1004) en Etehelinde.

Otto was gehuwd met Richenza van Zwaben, vermoedelijk een dochter van Otto II van Zwaben. Zij kregen de volgende kinderen:
- Otto, jong overleden
- Hendrik van Northeim
- graaf Siegfried III van Boyneburg (-1007)
- Kuno van Beichlingen
- Ethelinde, die huwde met Welf IV (-1101), door hem werd verstoten in 1070 en toen trouwde met Herman I van Kalvelange (-1082)
- Ida, die huwde met graaf Thiemo I van Wettin, ouders van Dedo, markgraaf Koenraad de Grote van Meißen en van Mathilde
- Mathilde, die huwde met graaf Koenraad II van Werl-Arnsberg.
- een onbekende dochter

Richenza was in haar eerste huwelijk getrouwd met Herman III van Werl.